# The Stage (album)
The Stage – siódmy album studyjny amerykańskiego zespołu heavymetalowego Avenged Sevenfold. Wydawnictwo ukazało się 28 października 2016 roku. Jest to pierwszy album, przy którego tworzeniu uczestniczył Brooks Wackerman (zastąpił Arina Ilejaya). W ostatnim utworze albumu, "Exist", swój gościnny udział w nagraniu miał Neil deGrasse Tyson – amerykański astrofizyk. Jego występ w piosence trwa 2 minuty i 42 sekundy i polega na wygłoszeniu monologu z symultaniczną częścią instrumentalną w tle..
Album zawiera 11 kompozycji utrzymywanych w klimacie Thrash/Psychodelic Metalu.

## Lista utworów
Opracowano na podstawie materiału źródłowego:
1. "The Stage" – 8:32
2. "Paradigm" – 4:18
3. "Sunny Disposition"  – 6:41
4. "God Damn" – 3:41
5. "Creating God" – 5:34
6. "Angels" – 5:40
7. "Simulation" – 5:30
8. "Higher" – 6:28
9. "Roman Sky" – 5:00
10. "Fermi Paradox" – 6:30
11. "Exist" – 15:41

## Twórcy
Avenged Sevenfold
- M. Shadows — wokal prowadzący
- Synyster Gates — gitara prowadząca, wokal wspierający
- Zacky Vengeance — gitara rytmiczna, wokal wspierający
- Johnny Christ — gitara basowa, wokal wspierający
- Brooks Wackerman – perkusja